# ویلیام چارلز اندرسون
ویلیام چارلز اندرسون (انگلیسی: William Charles Anderson؛ ۷ مهٔ ۱۹۲۰ – ۱۶ مهٔ ۲۰۰۳) یک فرد نظامی اهل ایالات متحده آمریکا بود.